# Adolphe Drion du Chapois
Baron Adolphe François Camille Drion du Chapois (Gosselies, 15 mei 1831 - aldaar, 25 februari 1914) was een Belgisch industrieel en volksvertegenwoordiger.

## Biografie

### Familie
Adolphe Drion was een zoon van François-Joseph Drion (1800-1847), provincieraadslid van Henegouwen en industrieel, en Marie-Françoise Dumont (1806-1893). Zijn vader was eigenaar van een spijkersmederij.
Hij trouwde in 1860 in Châtelet met zijn nicht, Laure Pirmez (1835-1913), nicht van Jean Pirmez, Eudore Pirmez, Sylvain Pirmez en Octave Pirmez. Ze kregen vijf kinderen, onder wie volksvertegenwoordiger Ernest Drion du Chapois.
In 1886 werd hij opgenomen in de Belgische erfelijke adel met een bij eerstgeboorte overdraagbare baronstitel. In 1898 mocht hij aan zijn familienaam 'du Chapois' toevoegen.

### Loopbaan
Drion promoveerde tot baccalaureus in de letteren aan de Sorbonne en werd industrieel. Hij was bestuurder van de Société anonyme de Gosselies en lid van het directiecomité van de Belgische vereniging tegen de slavenhandel.
Van 1863 tot 1882 was hij gemeenteraadslid van Gosselies.
Hij werd katholiek volksvertegenwoordiger voor het arrondissement Charleroi en vervulde dit mandaat
- van 1870 tot in 1878,
- van 1886 tot 1890,
- van 1892 tot 1894,
- van 1900 tot 1909.